# Gerry Mulligan
Gerald Joseph Mulligan, známý jen jako Gerry Mulligan (6. dubna 1927 – 20. ledna 1996) byl americký jazzový saxofonista, klarinetista, pianista, hudební skladatel a aranžér. Spolupracoval s mnoha hudebníky, mezi které patří i Miles Davis, Claude Thornhill nebo Chet Baker a mnoho dalších.